# Gran Orient Nacional d'Espanya
Gran Orient Nacional d'España (Gran o Grande Oriente Nacional de España, en castellà). Obediència maçónica històrica espanyola.
Va existir des de principis del s. XVIII fins a setembre de 1889 quan el va dissoldre Miguel Morayta Sagrario, després de fusionar el Gran Orient d'España (GOdE) i el Gran Orient Nacional d'Espanya (GONE), per a donar lloc al Gran Orient Espanyol (GOE).

## Lògies que van pertànyer al Gran Orient Nacional d'Espanya
- Lògia Alona d'Alacant
- Lògia Constante Alona d'Alacant
- Lògia Hijos del Progreso de Madrid
- Lògia Vega Florida de Múrcia
- Lògia Fraternidad Ibérica de Madrid

## Grans Mestres
- Alfredo Vega, Vizconde de Ros